# 신체 강탈자
신체 강탈자(The Body Snatcher)는 미국에서 제작된 로버트 와이즈 감독의 1945년 영화이다. 로버트 루이스 스티븐슨의 동명의 소설을 바탕으로 제작되었다. 보리스 칼로프 등이 주연으로 출연하였고 발 루튼 등이 제작에 참여하였다.

## 출연

### 주연
- 보리스 칼로프
- 벨라 루고시

### 조연
- 헨리 다니엘
- 에디스 엣워터
- 러셀 웨이드
- 리타 코데이
- 샤린 모펫
- 로버트 클락
- 빌 윌리엄스
- 래리 휘트
- 밀턴 키비
- 메리 고든
- 칼 켄트
- 도나 리

## 제작진
- 미술: 알버트 S. 다고스티노
- 미술: 월터 E. 켈러
- 의상: 레니